# 巴里·赫尔佐格
詹姆斯·巴里·蒙尼克·赫尔佐格將軍，KC（1866年4月6日—1942年11月21日），通称巴里·赫尔佐格（Barry Hertzog），南非政治人物及将领，是國民黨的創建者，曾於1924年6月30日至1939年9月5日間擔任南非总理一職。他從阿姆斯特丹大學取得法學博士。1939年，因反對南非參與第二次世界大戰而辭任總理。